# Meret Schindler
Meret Schindler (* 4. April 1986 in Bern) ist eine Schweizer Politikerin (SP).

## Leben
Meret Schindler ist in der Stadt Bern aufgewachsen. Sie machte eine Ausbildung zur diplomierten Pflegefachfrau HF und arbeitete im Gesundheitswesen. Seit 2018 ist Meret Schindler Gewerkschaftssekretärin des Schweizerischen Verbands des Personals öffentlicher Dienste VPOD des Kantons Bern. Sie lebt mit ihrem Mann und den drei gemeinsamen Söhnen in Bern.

## Politik
Schindler wurde 2014 in den Grossen Rat des Kantons Bern gewählt und bei den Wahlen 2018 und 2022 wiedergewählt. Sie ist seit 2017 Ersatzmitglied der Gesundheits- und Sozialkommission und seit 2017 Mitglied der Stimmenzählerinnen und Stimmenzähler des Grossen Rates und leitet diese unterdessen. Von 2014 bis 2018 war sie Mitglied der Sicherheitskommission.
Schindler war von 2021 bis 2024 Co-Präsidentin der SP Stadt Bern, ist seit 2023 Präsidentin der Berner Schuldenberatung und Vorstandsmitglied der Berner Sektion des Mieterinnen- und Mieterverbands. Schindler war von 2013 bis 2021 Vizepräsidentin der SP Bern Ost und Mitglied des Vorstands des Vereins XENIA – Fachstelle Sexarbeit.